# Bitter Vero
La Bitter Vero è una concept car prodotta dalla Bitter Automobili nel 2007.

## Sviluppo
Dopo la presentazione del prototipo CD II nel 2003, la piccola aziende automobilistica tedesca non passò alla progettazione di nuovi modelli fino al 2007, quando il fondatore Erich Bitter riuscì a trovare abbastanza finanziamenti per la costruzione di una nuova vettura preso lo stabilimento di Schwelm.

## Tecnica
Denominata Vero, la vettura condivideva numerose componenti meccaniche con la Holden Statesman. Il propulsore che la equipaggiava, gestito da un cambio automatico a quattro velocità, era un General Motors V8 in alluminio da 360 CV di potenza e coppia di 530 Nm. La velocità massima era autolimitata a 250 km/h. L'impianto frenante era costituito da quattro freni a disco ventilati.